# Liste der Bodendenkmale in Glashütte (Sachsen)
In der Liste der Bodendenkmale in Glashütte sind die Bodendenkmale der Gemeinde Glashütte und ihrer Ortsteile nach dem Stand der Auflistung von Harald Quietzsch und Heinz Jacob aus dem Jahr 1982 aufgelistet. Eventuelle Änderungen und Ergänzungen, insbesondere aus der Zeit nach der Wende, sind nicht berücksichtigt, da für Sachsen aktuell keine neueren allgemein zugänglichen Bodendenkmallisten vorliegen. Die Baudenkmale sind in der Liste der Kulturdenkmale in Glashütte (Sachsen) aufgeführt.
| Denkmal-ID | Fundart            | Ortsteil         | Bezeichnung               | Zeitstellung    | Lage                                                                                                  | Bemerkungen                                                                                             | Bild |
| ---------- | ------------------ | ---------------- | ------------------------- | --------------- | --- | --- | ---- |
| ?          | besonderer Stein   | Glashütte        | Steinkreuz „Wittichkreuz“ | Spätmittelalter | westnordwestlich des Orts, weitab nördlich der Straße nach Luchau, Fußweg zur Straße nach Cunnersdorf | Kreuze und Name „Wittich“ eingezeichnet, Schutz seit 10. Mai 1972                                       |      |
| ?          | Befestigung > Burg | Luchau           | Wasserburg                | Mittelalter     | im Ort, westliche Dorfzeile                                                                           | Viereckbühl mit Graben, Schutz seit 16. Oktober 1968                                                    |      |
| ?          | besonderer Stein   | Niederfrauendorf | Steinkreuz                | Spätmittelalter | östlich von Ulberndorf, östlich in der Böschung der Straße von Elend nach Oberfrauendorf              | auf der Flurgrenze mit Ulberndorf, gekreuzte Schwerter und Striche eingeritzt, Schutz seit 10. Mai 1972 |      |
| ?          | Befestigung > Burg | Reinhardtsgrimma | Wehranlage „Grimmenstein“ | Mittelalter     | östlich des Orts, Bergsporn südsüdöstlich der Buschhäuser, über dem Schlottwitzbach                   | Turmhügelburg in Spornlage mit Abschnittsgraben, Schutz seit 15. Juni 1962                              |      |
| ?          | Befestigung > Burg | Reinhardtsgrimma | Wasserburg                | Mittelalter     | östlicher Ortsteil, Schlossbereich                                                                    | überbaut, Grabenreste als Senke erkennbar, Schutz seit 16. Oktober 1968                                 |      |
| ?          | besonderer Stein   | Reinhardtsgrimma | Steinkreuz                | Spätmittelalter | südwestlicher Ortsteil, südlichste Wegzeile                                                           | Schutz seit 10. Mai 1972                                                                                |      |